# El Loco Serenata
El Loco Serenata es una película de Argentina en blanco y negro dirigida por Luis Saslavsky según su propio guion escrito en colaboración con Carlos Aden que se estrenó el 9 de agosto de 1939 y que tuvo como protagonistas a Pepe Arias, Alita Román, Elsa O'Connor y Sebastián Chiola.

## Sinopsis
Un vagabundo violinista, un médico sinvergüenza, pistoleros y un amor imposible.

## Reparto
- Pepe Arias…José / El Gran Dorbal / El Loco Serenata
- Alita Román…Rosita
- Elsa O'Connor…Lola
- Sebastián Chiola…Durán
- Daniel Belluscio…Puentecito
- Salvador Lotito… Li-Tsú
- Florindo Ferrario… Carlos Robles
- Olimpio Bobbio… Milán
- José Antonio Paonessa… Rengo
- Alberto Adhemar … Amigo de Carlos
- Cirilo Etulain… Da Silva
- Camelia de Maucci… Melenita
- Fernando Campos
- José Herrero
- Tilda Thamar… Mujer en fiesta

## Comentarios
La Nación opinó:

«Se malogra por impresión, por seguridad, por debilidad argumental y por libreto una presumiblemente concepción poética en tiempo de farsa o de tragedia grotesca...También representa El loco Serenata un traspié en la carrera de su principal intérprete Pepe Arias.»

Calki en El Mundo dijo:

«Con personajes de película francesa, de Carné, de Duvivier, y con Pepe Arias, el realizador local Luis Saslavsky ha hecho una película de alta calidad cinematográfica..., aprovecha una feria de diversiones, una barcaza insólita, un circo que coloca de ex profeso, para lucir sus condiciones de decorador, de enamorado de las imágenes de Von Sternberg...Hacía falta que Pepe Arias hiciera una película así.»

Manrupe y Portela escriben:

«Cruce lunático de grand guiñol patético en esta osadía de Saslavsky, que le costó a Pepe Arias, sobreactuado por demás, una pérdida de popularidad. El patetismo de su personaje y un clima sombrío con algo de L'Atalante (Jean Vigo, Francia, 1934) hacen de este título todo un film maldito y bello. Algunas escenas, como el baile con un oso mientras golpean a una mujer, son realmente esquizoides y están entre lo más bizarro del cine argentino. El papel protagónico había sido pensado para Enrique Muiño y el de Alita Román, para Malisa Zini.»